# Okayama Yunogo Belle
O Okayama Yunogo Belle é um clube de futebol feminino japonês, sediado em Mimasaka, Japão. A equipe compete na L. League

## História
O clube foi fundado em 2001 como parte do programa de futebol da prefeitura de Okayama.